# Нарсісса (Оклахома)
Нарсісса (англ. Narcissa) — переписна місцевість (CDP) в США, в окрузі Оттава штату Оклахома. Населення — 92 особи (2020).

## Географія
Нарсісса розташована за координатами 36°48′4″ пн. ш. 94°55′40″ зх. д. / 36.80111° пн. ш. 94.92778° зх. д. (36.801033, -94.927866).  За даними Бюро перепису населення США в 2010 році переписна місцевість мала площу 10,72 км², уся площа — суходіл.

## Демографія
Згідно з переписом 2010 року, у переписній місцевості мешкало 99 осіб у 43 домогосподарствах у складі 31 родини. Густота населення становила 9 осіб/км².  Було 46 помешкань (4/км²).
Расовий склад населення:
| - 76,8 % — білих - 15,2 % — корінних американців - 1,0 % — азіатів |

До двох чи більше рас належало 7,1 %. Частка іспаномовних становила 3,0 % від усіх жителів.
За віковим діапазоном населення розподілялося таким чином: 18,2 % — особи молодші 18 років, 65,6 % — особи у віці 18—64 років, 16,2 % — особи у віці 65 років та старші. Медіана віку мешканця становила 48,3 року. На 100 осіб жіночої статі у переписній місцевості припадало 106,2 чоловіків;  на 100 жінок у віці від 18 років та старших — 113,2 чоловіків також старших 18 років.
Середній дохід на одне домашнє господарство  становив 58 944 долари США (медіана — 56 250), а середній дохід на одну сім'ю — 70 507 доларів (медіана — 70 417). Медіана доходів становила 43 500 доларів для чоловіків та 34 063 долари для жінок. 
Цивільне працевлаштоване населення становило 33 особи. Основні галузі зайнятості: освіта, охорона здоров'я та соціальна допомога — 75,8 %, роздрібна торгівля — 12,1 %, науковці, спеціалісти, менеджери — 12,1 %.